# Zap Viva
ZAP Viva é um dos canais pagos pertencentes à empresa angolana ZAP, transmitido deste 24 de dezembro de 2012, emite 24 horas por dia e sua programação baseia-se em produções de entretenimento como telenovelas, séries de televisão, programa de auditório, talent, reality e talk shows. A transmissão do canal é feita em Angola e Moçambique, através da operadora de televisão por satélite ZAP. Sua transmissão em HD começou em 1 de outubro de 2017 na posição 5 da ZAP.
Na 19ª edição da premiação anual Eutelsat TV Awards (que distinguem a excelência e inovação no âmbito de transmissão por satélite de conteúdos televisivos) o canal ganhou na categoria "Melhor Canal de Ficção/Entretenimento". Os vencedores foram anunciados em Milão, Itália com a participação de mais de 350 executivos da indústria de radiodifusão de todo o mundo, onde uma delegação da ZAP esteve para receber o prémio.
Em Portugal, o canal chegou à NOS, em 11 de maio de 2019. Está disponível no pacote de base.